# Muzeul Czartoryski
Muzeul Czartoryski este un muzeu situat în Cracovia, Polonia. El a fost fondat în Puławy în 1796, de către Prințesa Izabela Czartoryska.
1. ↑   https://www.britishmuseum.org/collection/term/BIOG243101 Lipsește sau este vid: |title= (ajutor)